# Bolbonota corrugata
Bolbonota corrugata är en insektsart som beskrevs av Fowler. Bolbonota corrugata ingår i släktet Bolbonota och familjen hornstritar. Inga underarter finns listade i Catalogue of Life.